# エス・エス・シー
エス・エス・シーは、愛媛県今治市に本社を置いていたクレジットカード会社。旧社名は四国日本信販。

## 概要
バブル景気に事業を拡大し成長したが、バブル不況で経営が急速に悪化し2007年に約788億円の負債を抱え破産した。負債額は波止浜造船を抜き愛媛県で過去最大の倒産となった。クレジットカードだけでなく、不動産事業も行っておりビルやマンションを保有していた。

## 沿革
- 1960年 愛媛信用販売設立。
- 1969年 四国日本信販に社名を変更。
- 2007年 現社名に社名を変更。約788億円の負債を抱え破産。

## 関連会社
- エヌ・エス・シー